# B90 (Kernwaffe)

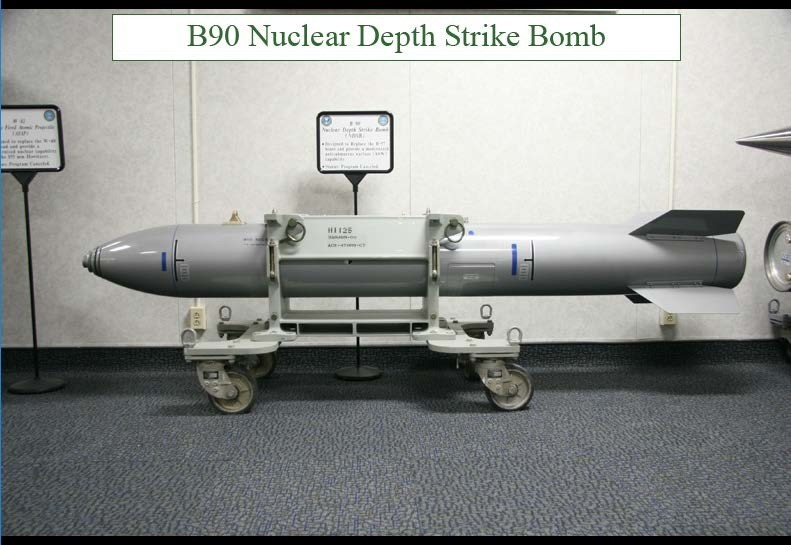
B90 Nuclear Depth Strike Bomb (NDSB)

Die B90 war eine in der Entwicklung befindliche thermonukleare Bombe der USA. Sie sollte speziell für die Bedürfnisse von Marinefliegern der US Navy und des USMC angepasst sein. Mögliche Einsatzszenarien wären Angriffe auf Bodenziele oder die Bekämpfung von Seezielen, insbesondere von Flugzeugträgern und U-Booten gewesen.

## Entwicklung
Die B90 wurde in den späten 1980er-Jahren entwickelt. Im September 1991 wurde die Entwicklung der B90, zusammen mit den thermonuklearen Sprengköpfen W89 und W91 sowie den Raketenstudien AGM-131 SRAM II und SRAM-T, eingestellt. Das Projekt erreichte niemals die Serienfertigung. Trotzdem wurde 1988 die Bezeichnung B90 für eine in Dienst gestellte Bombe vergeben. Tests mit scharfen Waffen wurden bis 1992 durchgeführt.

## Technische Daten
- Durchmesser: 34 cm (13,3 in)
- Länge: 3 m (118 in)
- Gewicht: 354 kg (780 lb)
- Sprengkraft: 200  kt TNT

(Die nichtmetrischen Angaben beziehen sich auf die Daten des amerikanischen Militärs.)